# Prueba de impacto
Las pruebas de impacto se utilizan en ingeniería de polímeros para estudiar la tenacidad de un material. Este material puede ser un polímero, un copolímero o un polímero reforzado.
Las pruebas mecánicas pertenecen al grupo de pruebas mecánicas dinámicas. 

## Generalidades
Según el método Charpy existen dos tipos de prueba de impacto:
- Prueba de impacto con flexión.
- Prueba de impacto con flexión y muesca.

Ambas pruebas pueden realizarse con instrumentos o sin ellos, es decir, con una computadora que mide los diferentes parámetros implicados en la prueba. 
Otras pruebas de impacto no incluidas en Charpy incluyen:
- Prueba a la caída
- Pruebas de impacto a alta velocidad

La tenacidad al impacto se mide en kJ/m² (kilojulio (unidad) por metro cuadrado).
Debido a las características termoplásticas de los polímeros, las pruebas de impacto requieren cierta velocidad en su actuación, velocidades lentas producen más bien movimientos de deformación plástica o creep, permitiendo a los segmentos de las macromoléculas la relajación de esfuerzos. Las velocidades para impacto incluyen el rango de 10-1 - 100 s-1.

## Fractura frágil
Los factores que promueven una fractura frágil de polímero incluyen:
- Bajas temperaturas.
- Estados de concentración de estrés multi axiales.
- Tensiones residuales.
- Agujeros y muescas.
- Esquinas y rajaduras.
- Altas tasas de estiramiento o deformación.
- Tipo de material.

Algunos de estos factores que propician la ruptura frágil pueden ser simulados al fabricar una probeta con muescas o aplicando la prueba a bajas temperaturas.
Algunos factores del material afectan el comportamiento de fractura al impacto como son:
- Morfología del material.
- Orientación de las cadenas poliméricas en la muestra.
- Grado de cristalinidad.
- Tamaño de las esferulíticas.

La orientación de las cadenas puede influenciar un mejor desempeño en pruebas de impacto en polímeros amorfos, sin embargo, en polímeros semicristalinos, una alta orientación puede resultar en una fractura más frágil.

## Experimentación
Los experimentos de impacto de acuerdo con Charpy consisten en probetas con o sin muesca sometidos a una flexión basada en tres puntos. 
Un estándar para esta prueba es el ISO 179-1 (2000), en el cual se define la geometría de la muestra o probeta.

## Mediciones
Las pruebas de acuerdo con Izod, incluyen una probeta anclada a una prensa la cual sostiene a la misma, que es sujeta al impacto.
- Datos: Q6089408
- Multimedia: Impact test / Q6089408